# Matute
Matute is een gemeente in de Spaanse provincie en regio La Rioja met een oppervlakte van 25,65 km². Matute telt 101 inwoners (1 januari 2016).

## Demografische ontwikkeling
Bron: INE, 1857-2011: volkstellingen